# Lieving
Lieving est un village situé dans la commune néerlandaise de Midden-Drenthe, dans la province de Drenthe.